# Herenmarkt

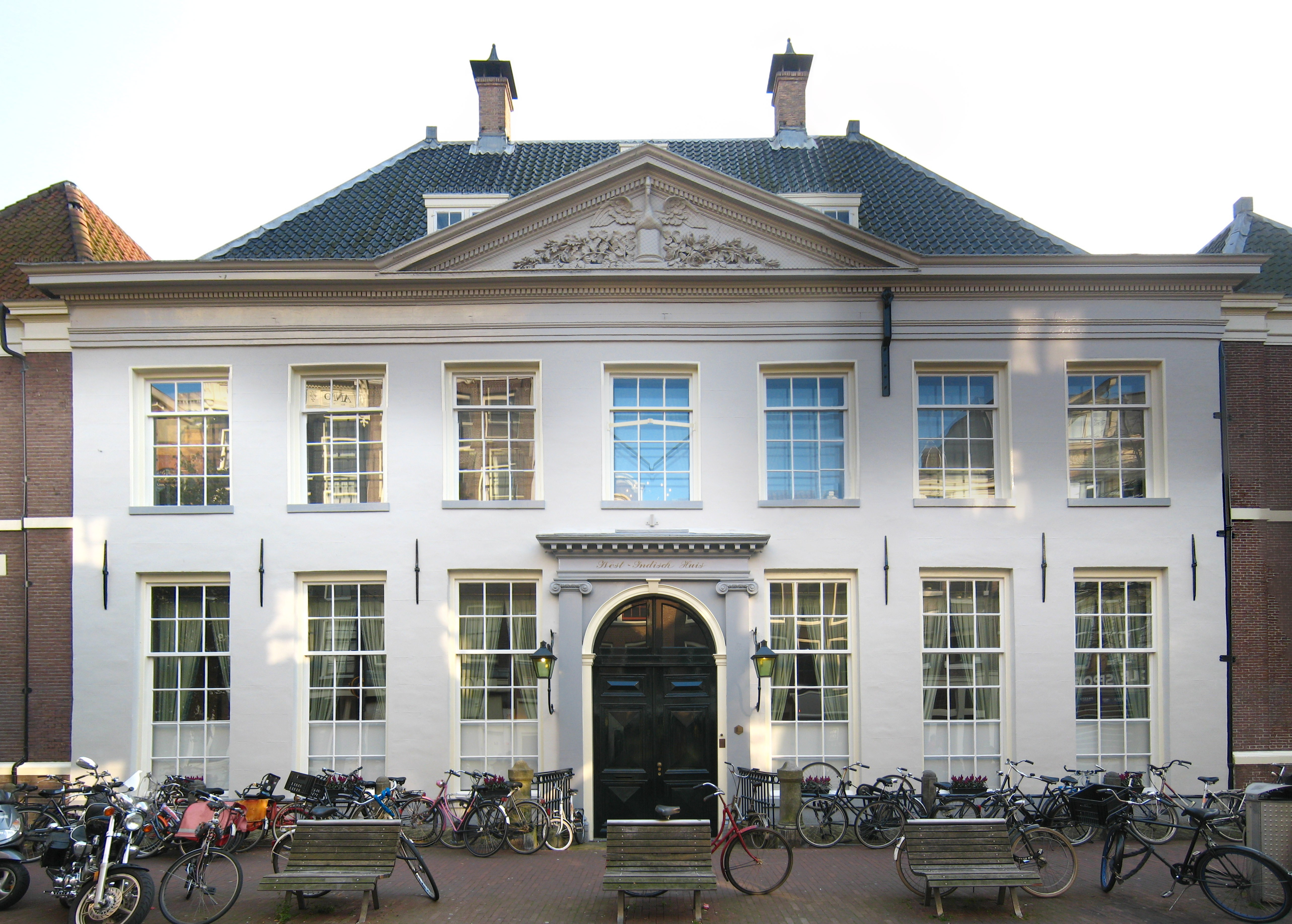
Het West Indisch Huis aan de Herenmarkt

De Herenmarkt in Amsterdam-Centrum is een straat die een rechthoekige uitsparing vormt tussen de Brouwersgracht en de Haarlemmerstraat.
Op dit plein staat een van de historische monumenten van de stad, het West-Indisch Huis, dat in 1617 werd gebouwd als vleeshal en wachtruimte voor de schutterij. In 1623 werd het pand gehuurd door de West-Indische Compagnie en tot 1647 gebruikt door de bestuurders van de WIC. In 1660 werd het een hotel, in 1825 een bejaardenhuis en tegenwoordig fungeert het West-Indisch Huis als kantoorruimte en worden er congressen gehouden en huwelijken gesloten. In het gebouw  is ook het John Adams Institute gevestigd, dat culturele uitwisseling tussen Nederland en de Verenigde Staten nastreeft.
Aan beide kanten van het West-Indisch Huis zijn woonhuizen gebouwd.